# Nørrelandskirken
Nørrelandskirken er en kirke i Holstebro, der ligger i Nørrelands Sogn. Kirken er indviet den 21. september 1969 og er tegnet af artitektparret Inger og Johannes Exner. Selve kirkerummet har form som en terning og kirken er meget avanceret kirke.
Kirketårnet eller som det er kaldt af de lokale "Æ dueslaw" er særpræget. Tårnet består af to dele: en 35 meter høj trappe, der fører op til et 36 m² stor klokkehus. Selve huset er lavet af fyrretræ.

## Eksterne kilder og henvisninger
1. ↑  Arkitekturbilleder: bygningværker
2. 1 2 3  Oplev Danmark: Nørrelandskirken (Webside ikke længere tilgængelig)

- Nørrelandskirken hos KortTilKirken.dk
- Nørrelandskirken hos danmarkskirker.natmus.dk (Danmarks Kirker, Nationalmuseet)